# 国民革命军第九十八军
国民革命军第九十八军，历史上4次组建。

## 汤恩伯部第一次组建
1938年6月由第82师、第193师、预备第13师合编组建，隶属汤恩伯第31集团军。参加武汉会战。1938年12月撤销番号。
- 军长张刚
- 副军长郑洞国
- 第82师：师长张刚（兼）
- 第193师：原为川军。1938年12月改隶第31集团军（总司令汤恩伯）第十三军（军长汤恩伯兼）。师长李宗鉴升任第十三军副军长不久调任第21补训处处长。马励武接任师长。经过一个很短时期就变为汤恩伯的嫡系部队。
- 预备第13师：师长罗启疆（该师1938年7月并入第82师）

## 陕军冯钦哉部第二次组建
1925年8月29日，杨虎城第二支队在耀县改编为国民三军第三师。其中第六旅旅长冯钦哉。1926年4月改为陕军第三师，其第一旅旅长冯钦哉。1927年4月20日改编为国民军联军第十路军，不久改为国民革命军第二集团军（冯玉祥）第十军（杨虎城），其第一师师长冯钦哉，下辖：
- 第一旅旅长曹国华
- 第二旅旅长王玉柱/武勉之（武士敏）
- 第三旅旅长柳彦彪

1928年9月在山东单县缩编为国民革命军第二集团军暂编第21师（杨虎城），其第一旅旅长冯钦哉。1929年6月24日在山东单县改编为国民革命军第一集团军新编第14师（杨虎城），其第一旅旅长冯钦哉。8月移驻老河囗，9月移驻河南南阳。1930年2月8日新编第14师扩编为第七军（杨虎城）。7月22日第七军扩编为第17路军，其第71师师长冯钦哉。1931年4月第17路军第71师改为第42师，归第七军建制：
- 冯钦哉任师长
- 副师长：郭景唐（黄埔一期）
- 参谋长：瓮巨青/王荣灿
- 第124旅旅长：武勉之（武士敏）
- 第126旅旅长：柳彦彪

1937年2月10日，第七军暨第42师扩编为第27路军，其中以第42师第126旅为骨干扩编为新的第42师，柳彦彪任师长。第124旅旅长郭景唐，第126旅旅长王克敏；以第7军第42师第124旅为骨干在陕西大荔扩编为第169师。1937年9月，第26路军改为第14军团。
1939年3月第14军团改为第98军，辖：
- 第42师，师长柳彦彪(副军长兼)/1939年10月王克敏(1941年9月30日伤俘殉职)/1941年11月副师长王宏业升任/1942.5.23郭景唐（副军长兼）/1942.8彭克定（副军长兼）/1943.10.1姚升瀛（黄埔四期炮科）/1944.10.1李德生
- 第169师，师长武士敏/1939.10.23郭景唐/1942.3.30曹玉珩

1941年9月军长武士敏阵亡，师长王克敬被俘后殉职。1944年12月第42师番号撤编，该军缩编为第169师，调归第二十六军。1946年5月编为整编第26师第169旅，曹玉珩任旅长。

## 李默庵部陆军突击总队改编的第3个第九十八军
按照中英军事合作协议，英军代表团副团长先后为詹森、傅瑞泽、骆克睦上校。1941年6月，“军事委员会会军训部游击干部训练班西南班”即“南岳游干班”或“西南游干班”改为“军委会西南干部训练班”，仍由李默庵任教育长，负责组织训练突击队军官与军士，爆破技术人员由英军担任。1941年9月李默庵从湘鄂赣边区总指挥部抽调直属部队官兵在湖南省祁阳编成5个营，并由湖南各师管区抽调军士。湘鄂赣边区总指挥部继任总指挥王劲修。时第82师第244团发生兵变，团长被枪决，该团撤消番号。李默庵将原编组5个营缩为3个营，将第244团原有官兵编为第4营及第5营。编成5个突击营之后即成立第一突击队（师级）。突击队设司令、副司令、政治部主任各一；突击队司令部设政治部、参谋室、军需室、副官室、军医室、军械室、情报室，下辖突击营五、战防炮营一、通讯连一、警卫连一、运输连一、卫生队一、无线电台一。突击营设营长、副营长、政治指导员各一；营部配政工官、军需官、副官、军械官、军医与情报官，下辖步兵连四、机枪连一、迫炮连一、警卫排、通讯排、运输排、担架排、无线电台，官兵1200员。步兵连设连长、副连长、指导员各一员，辖步兵排三（排设步兵班三），直辖爆破班一、政工班一、运输班一、担架班一，每连官兵260员。机枪连设连长、副连长、指导员各一员，辖机枪排三，每排重机枪两挺。迫炮连设连长、副连长、指导员各一员，辖迫炮排三，每排辖迫炮〔国产八二迫炮〕或平射炮两门。平日士兵生活每天吃12两米和一盆青菜，油都极少的，士兵体力健康方面，第一突击队司令周淘漉一向不问，如果士兵死了就埋，如果士兵发现逃跑就枪决。第一突击队完成训练后，1942年初军委会批准周淘漉率第三营、第四营及第五营赴缅甸，途径贵州都匀时，英军已从缅甸战败退出，折返回祁阳。又组建了第二突击队（师级）辖第八、第九、第十营。1942年6月，李默庵继上官云相接任第32集团军总司令，负责浙东防务。总司令部设在丽水碧湖采桑，参谋长汤尧/曹耀祖/罗觉元，仅辖第八十八军（军长刘嘉树）。李默庵带来2个突击队，每个突击队有五个加强营，还有警卫部队一个特务营。突击队首先进抵赣北的靖安县。1943年1月突击队离开靖安县，随李默庵调第三战区的浙东天台、绍兴等地，与新四军浙东四明山游击队作战。1942年底伪和平建国军暂编第十三师（师长丁锡三）第二十五旅少将旅长李启蒙率部反正，1943年4月改编为第三突击队，辖第11至第15营，司令刘建修，副司令戴振球。国民政府军事委员会批准组建突击总队（军级）。1945年6月，在第三次天目山反顽战斗中，在孝丰突击总队第一队除一个营外被粟裕所部全歼，第二队大部被歼。
- 突击总队司令：李默庵（黄埔一期）中将兼
- 突击总队副司令：胡琪三（黄埔一期第六队，西南干部训练班副教育长）兼、王理直（曾任第一突击队第一营营长）
- 突击总队参谋长：罗觉元少将
- 突击总队第1队：司令周淘漉少将（黄埔四期，西南干部训练班第一学生总队长）/罗觉元（湘鄂赣边区总指挥部参谋处处长，军事委员会西南干部训练班教务处处长，第32集团军突击总队参谋长，第32集团军参谋长，第1绥靖区办公室主任兼前进指挥所主任，整编第117旅少将旅长，沙土集战役中被俘获释回湘任长沙绥靖公署少将高参）。副司令胡旭旴上校〔湘鄂赣边区总指挥部参谋处处长〕，政治部主任李承恩。从江西靖安调浙东分驻仙居、磐安、天台、嵊县一带。代号为“唱凯”、“雷波部队”。
- 突击总队第2队：司令魏人鉴、副司令李昊。在湖南祁阳整编后，调到浙江丽水，拱卫第32集团军总部。代号为“歌凯”。
- 突击总队第3队：司令刘建修（黄埔四期），副司令戴振球

1945年7月，第三战区的李默庵第32集团军所辖的突击总队在衢州、江山改编为第九十八军，隶属第32集团军：
- 军长段霖茂（黄埔三期）
- 参谋长范继陶/黄培琎
- 第117师(廖运升)（该师1946年1月从暂编第九军调隶）
- 预备第3师（魏人鉴）：第二突击队改编。
- 预备第4师：第一突击队改编。师长曹耀祖（原第32集团军参谋长）。

抗战胜利后，奉第三战区命令沿浙赣铁路向绍兴、宁波、杭州推进抢占城市。
1946年3月移连云港、东海县驻防，隶属徐州绥靖公署，改编为整编第57师：
- 师长段霖茂
- 副师长曹耀祖
- 参谋长黄培琎
- 整编第117旅：旅长廖运升、罗觉元，副旅长张毓彬上校
- 预备第3旅：旅长魏人鉴
- 预备第4旅（改称整编第60旅）：旅长曹耀祖兼/龙云骧，少将副旅长王理直
- 整编第158旅，旅长王理直（1947年1月拨隶，9月被歼灭）

1946年12月，预备第3旅临时调拨整编第69师，在宿北战役中被歼灭，旅长魏人鉴和副旅长周昭宝阵亡，预3旅番号取消。1947年4月改隶属陆军总司令部徐州司令部临沂指挥部（陆军总司令部徐州司令部第2纵队），预备第4旅改番号为整编第60旅（曹耀祖）参加了泰蒙战役、孟良崮战役。1947年9月，整编第57师在沙土集战役中被华东野战军全歼，中将师长段霖茂、少将政治部主任李梯青等被俘。

## 胡宗南系第四次组建
1947年11月由原整编第57师残部为基干重建。1948年9月恢复第九十八军番号。1949年9月在大巴山防线。1949年12月26日，军长刘劲持率部在四川阆中起义。1950年8月，该军军部与第158师改编为第144师一部，第117师保留番号。